# Poliaspis exocarpi
Poliaspis exocarpi är en insektsart som beskrevs av William Miles Maskell 1892. Poliaspis exocarpi ingår i släktet Poliaspis och familjen pansarsköldlöss. Inga underarter finns listade i Catalogue of Life.